# Хайку

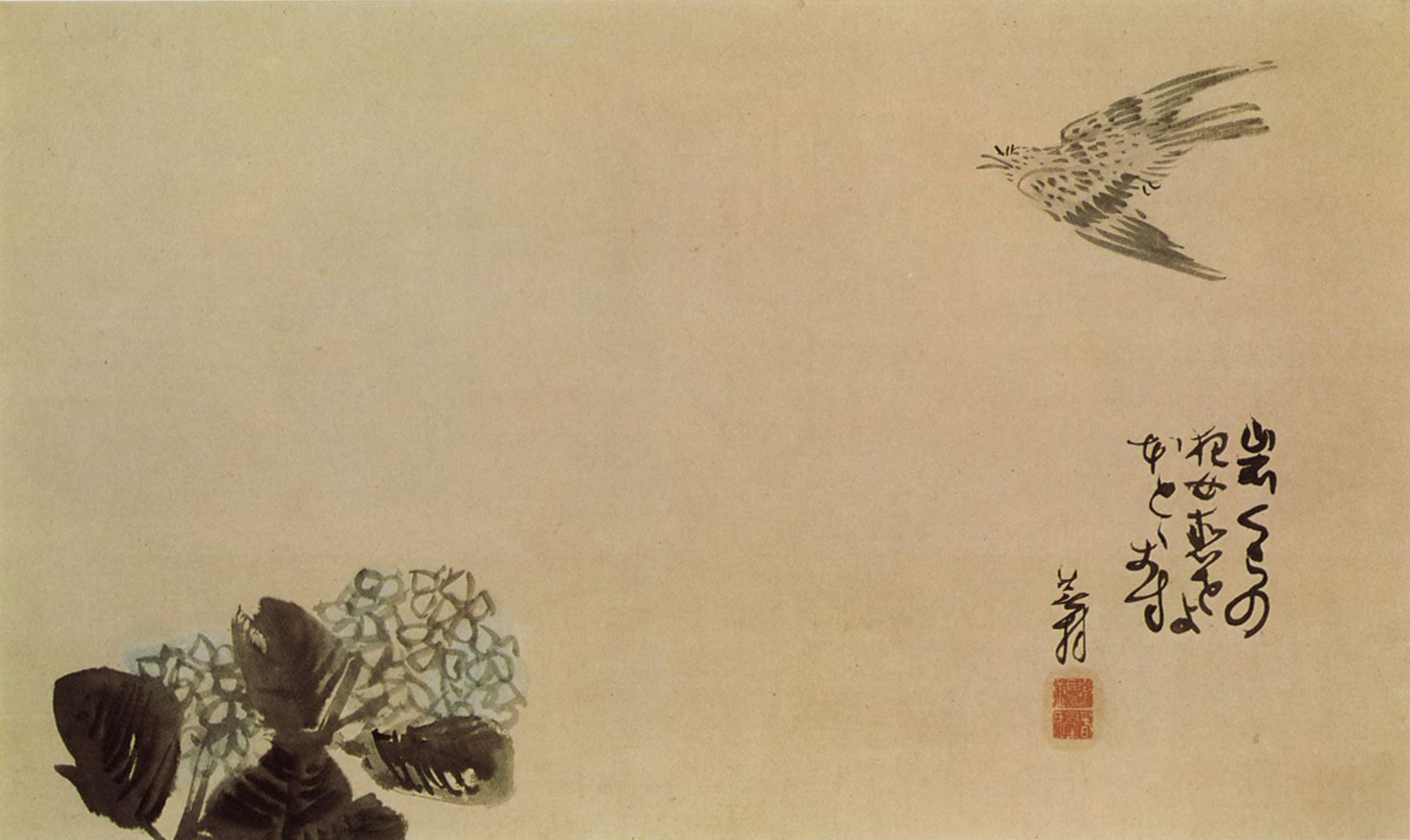

Ха́йку (яп. 俳句, はいく) — жанр японської ліричної поезії, трирядковий неримований вірш на основі першої півстрофи танка, що складається з 17 складів (5-7-5) і відрізняється простотою поетичної мови, свободою викладу.

## Структура
Оригінальне японське хайку складається з 17 складів (хоча уже в Мацуо Басьо зустрічаються відступи від норми складового змісту), записаних в один стовпчик. Особливими розділовими словами  — кіредзі (яп. 切れ字 кіредзі, «ріжуче слово») — текст хайку ділиться у відношенні 2:1 — або на 5-му складі, або на 12-му. На заході хайку уособлюють собою тривірш складової структури 5-7-5.
Класичні хайку обов'язково будуються на співвіднесенні людини (автора), її внутрішнього світу, біографії з природою, при чому природа повинна бути визначена відносно пори року — для цього як обов'язковий елемент тексту використовується кіго. Найчастіше розповідь ведеться в теперішньому часі: автор показує свої переживання. Дуже важливим є те, скількома рисками малюються ієрогліфи, які стоять поряд. Якщо кількість рисок рівна, то японці вважають, що це хороше хайку. А чим більша різниця в кількості рисок в поблизу намальованих ієрогліфах — тим воно гірше.

## Історія
Ха́йку виник у Японії, в XVI ст., що було зумовлено розвитком міської культури. Існувало кілька шкіл {хайку}: Кофу — «давня школа», пов'язана з іменем Мацунаги Тейтоку, школа Нісіями Соїна, школа «Сьофу» — «достеменна школа», де найпомітнішою постаттю був Мацуо Басьо, котрий реформував хокку у новий жанр хайку: відтоді суб'єктивний ліризм поступився перед безпосереднім зображенням природи.
Зверталися до хайку такі поети, як Йоса Бусон (XVIII століття), Кобаясі Ісса (XIX століття), Масаока Сікі (межа XIX–XX століть) та інші. Цей жанр привертав увагу й українських поетів (приміром, В. Коломійця), які вбачали в його лаконічній формі можливість точного вираження ліричного настрою.
Приклад хайку — з доробку Марії Ревакович:
   наші голоси —

   скорбні двійники

   мов крила вітру в степу.
А також приклад хайку  Владислави Сімонової:
   Граються діти

   паперовими літачками.

   Бомбосховище.
Хайку заборонено писати на політичні, релігійні теми та на тему кохання.
Мацуо Басьо написав три правила доброго написання хайку:
- Сабі (японською) — зосередженість, спокійна радість самотності;
- Сіфі — усвідомлення гармонії прекрасного;
- Наусомі — глибина проникнення

## У світі
З ранніх років XXI століття всесвітньо процвітає товариство поетів хайку, зв'язане між собою через національні та регіональні спільноти та журнали у Японії, у англомовних країнах (включно з Індією), у Північній Європі (в основному у Швеції, Німеччині, Франції, Бельгії та Нідерландах), у Центральній та Південно-східній Європі (Хорватія, Словенія, Сербія, Болгарія, Польща та Румунія). Журнали хайку публікувалися у південно-східних країнах Європи — Letni časi (Словенія), Vrabac (Хорватія), Haiku Novine (Сербія) та Albatros (Румунія).
Деякі об'єднання, такі як Інтернаціональна асоціація хайку, пропонує культурні обміни між японськими та закордонними поетами хайку.

## Походження та розвиток

### Від хокку до хайку
Хокку – це початкова строфа традиційної колективної зв'язаної поеми, або ренґа, та її пізнішого різновиду, ренку (або хайкай но ренґа). До часів Мацуо Башьо (1644–1694) хокку почало з'являтися як самостійний вірш, а також включалося до хайбун (поєднання прози та хокку) та хайґа (поєднання живопису з хокку). Наприкінці 19 століття Масаока Шікі (1867–1902) перейменував самостійне хокку на хайку. Останній термін тепер загально застосовується ретроспективно до всіх хокку, що з'являються незалежно від ренку чи ренґа, незалежно від того, коли вони були написані, а використання терміну хокку для опису самостійного вірша вважається застарілим.

### Башьо
У 17 столітті з'явилися два майстри, які піднесли хайкай і надали йому нової популярності. Це були Мацуо Башьо (1644–1694) та Уеджіма Оніцура (1661–1738). Хокку є першим віршем колективного хайкай або ренку, але його позиція як відкриваючого вірша робила його найважливішим, задаючи тон всій композиції. Хоча хокку іноді з'являлися окремо, вони завжди розумілися в контексті ренку. Школа Башьо просувала самостійні хокку, включаючи багато з них у свої антології, таким чином даючи початок тому, що зараз називається "хайку". Башьо також використовував свої хокку як поворотні моменти  у своїх коротких прозових нарисах та довших щоденниках подорожей. Цей підвид хайкай відомий як хайбун. Його найвідоміша робота, Оку но Хосомічі, або Вузькі дороги Півночі, вважається одним із класичних творів японської літератури і була широко перекладена англійською мовою.
Башьо був обожнений як імперським урядом, так і релігійною штаб-квартирою шінто через сто років після його смерті, оскільки він підніс жанр хайкай від грайливої гри дотепності до величної поезії. Він продовжує шануватися як святий поезії в Японії, і це єдине ім'я з класичної японської літератури, яке відоме в усьому світі.

### Бусон

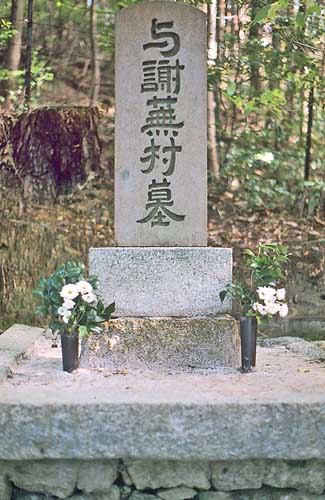
Могила Йоса Бусон

Наступний відомий стиль хайкай, що виник, був стиль Йоса Бусон (1716–1784) та інших, таких як Кіто, названий стилем Тенмей на честь Епохи Тенмей (1781–1789), в яку він був створений.
Бусон визнаний одним із найвеличніших майстрів хайґа (мистецької форми, де живопис поєднується з хайку або хайкай прозою). Його любов до живопису можна побачити в живописному стилі його хайку.

### Ісса
Після Бусона не з'явилося нового популярного стилю. Проте, дуже індивідуалістичний і водночас гуманістичний підхід до написання хайку продемонстрував поет Кобаяші Ісса (1763–1827), чиє нещасливе дитинство, бідність, сумне життя та відданість секті Чиста Земля буддизму очевидні в його поезії. Ісса зробив жанр відразу доступним для ширшої аудиторії.

### Шікі
Масаока Шікі (1867–1902) був реформатором і модернізатором. Плідний письменник, хоча й хронічно хворий протягом значної частини свого життя, Шікі не любив 'стереотип' хайкай письменників 19 століття, відомих зневажливим терміном цукінамі, що означає 'щомісячний', після щомісячних або двічі на місяць зібрань хайкай кінця 18 століття (щодо цього періоду хайкай, це стало означати 'банальний' і 'затертий'). Шікі також іноді критикував Башьо. Як і японський інтелектуальний світ загалом у той час, Шікі перебував під сильним впливом західної культури. Він віддавав перевагу живописному стилю Бусона і особливо європейській концепції пленерного живопису, яку він адаптував для створення стилю хайку як своєрідного природного ескізу в словах, підхід названий шасей (写生, замальовки з натури). Він популяризував свої погляди через поетичні колонки та есе в газетах.
Хокку до часів Шікі, навіть коли з'являлися незалежно, писалися в контексті ренку. Шікі формально відокремив свій новий стиль віршування від контексту колективної поезії. Будучи агностиком, він також відокремив його від впливу буддизму. Крім того, він відкинув термін "хокку" і запропонував термін хайку як скорочення фрази "хайкай но ку", що означає вірш хайкай, хоча термін передує Шікі приблизно на два століття, коли він використовувався для позначення будь-якого вірша хайкай. З тих пір "хайку" став терміном, який зазвичай застосовується як в японській, так і в англійській мові до всіх самостійних хайку, незалежно від дати їх створення. Ревізіонізм Шікі завдав серйозного удару по ренку та існуючим школам хайкай. Термін "хокку" тепер використовується головним чином у своєму первісному значенні відкриваючого вірша ренку, і рідко для розрізнення хайку, написаних до часів Шікі.